# 日本学生選手権水泳競技大会アーティスティックスイミング競技
日本学生選手権水泳競技大会アーティスティックスイミング競技（にほんがくせいせんしゅけんすいえいきょうぎたいかいアーティスティックスイミングきょうぎ）は、アーティスティックスイミングの大学対抗の大会で、「マーメイドカップ」の通称を持つ。

## 歴史
2009年、「学生シンクロ競技大会マーメイドカップ」として第1位大会が開かれた。
2015年からは日本学生選手権水泳競技大会の一競技として毎年9月頃に行われる。

## 歴代優勝
| 回 | 年度 | 会場               | ソロ                       | デュエット                            | チーム                     |
| -- | ---- | ------------------ | -------------------------- | ------------------------------------- | -------------------------- |
| 1  | 2009 | 東京辰巳国際水泳場 | 足立夢実（国士舘大学）     | 松本千尋/上南侑生（立命館大学）       | Enjoy!! College students ☆ |
| 2  | 2010 | 東京辰巳国際水泳場 | 足立夢実（国士舘大学）     | 箱山愛香/糸山真与（日本体育大学）     | College Musical ★ KNW T K  |
| 3  | 2011 | 東京辰巳国際水泳場 | 酒井麻里子（日本大学）     | 芳賀千里/神谷真帆（日本女子体育大学） | 国士舘大学                 |
| 4  | 2012 | 東京辰巳国際水泳場 | 乾友紀子（立命館大学）     | 三井梨紗子/宮崎夏実（日本大学）       | 国士舘大学                 |
| 5  | 2013 | 横浜国際プール     | 三井梨紗子（日本大学）     | 三井梨紗子/宮崎夏実（日本大学）       | 早稲田大学                 |
| 6  | 2014 | 横浜国際プール     | 加島知葉（立命館大学）     | 横竹幸穂/横竹茉優（早稲田大学）       | 国士舘大学                 |
| 7  | 2015 | 日本ガイシアリーナ | 三井梨紗子（日本大学）     | 小俣夏乃/北浜美波（国士舘大学）       | 同志社大学                 |
| 8  | 2016 | 横浜国際プール     | 河野みなみ（法政大学）     | 小俣夏乃/北浜美波（国士舘大学）       | 国士舘大学                 |
| 9  | 2017 | 横浜国際プール     | 阿久津咲子（日本体育大学） | 小俣夏乃/北浜美波（国士舘大学）       | 国士舘大学                 |
| 10 | 2018 | 横浜国際プール     | 小俣夏乃（国士舘大学）     | 小俣夏乃/大澤友里子（国士舘大学）     | 国士舘大学                 |
| 11 | 2019 | 横浜国際プール     | 安永真白（近畿大学）       | 山嵜舞子/細川朝香（同志社大学）       | 国士舘大学                 |